# Stanisław Zarzecki

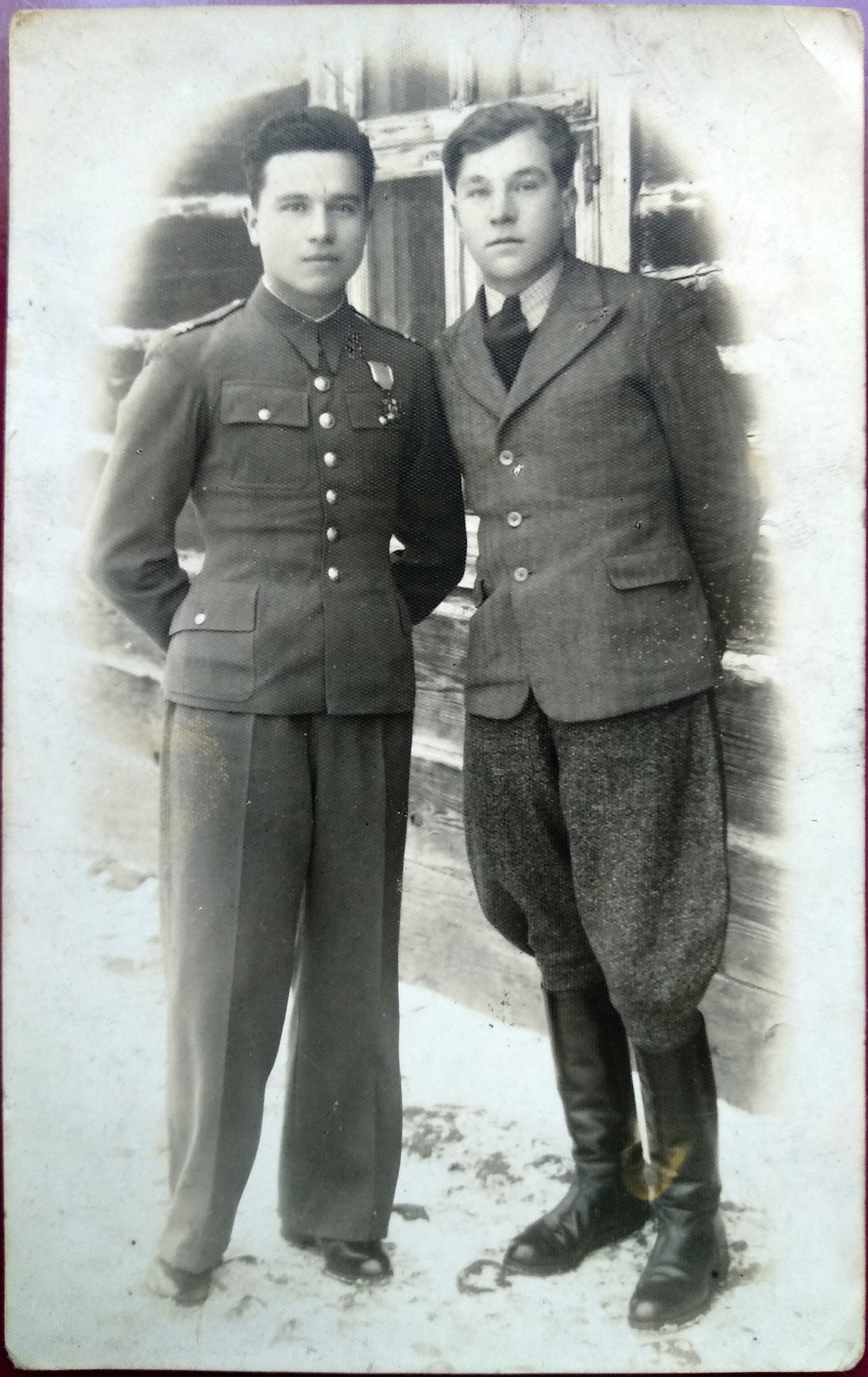
Stanisław Zarzecki (z lewej) z Brązowym Krzyżem Zasługi na piersi

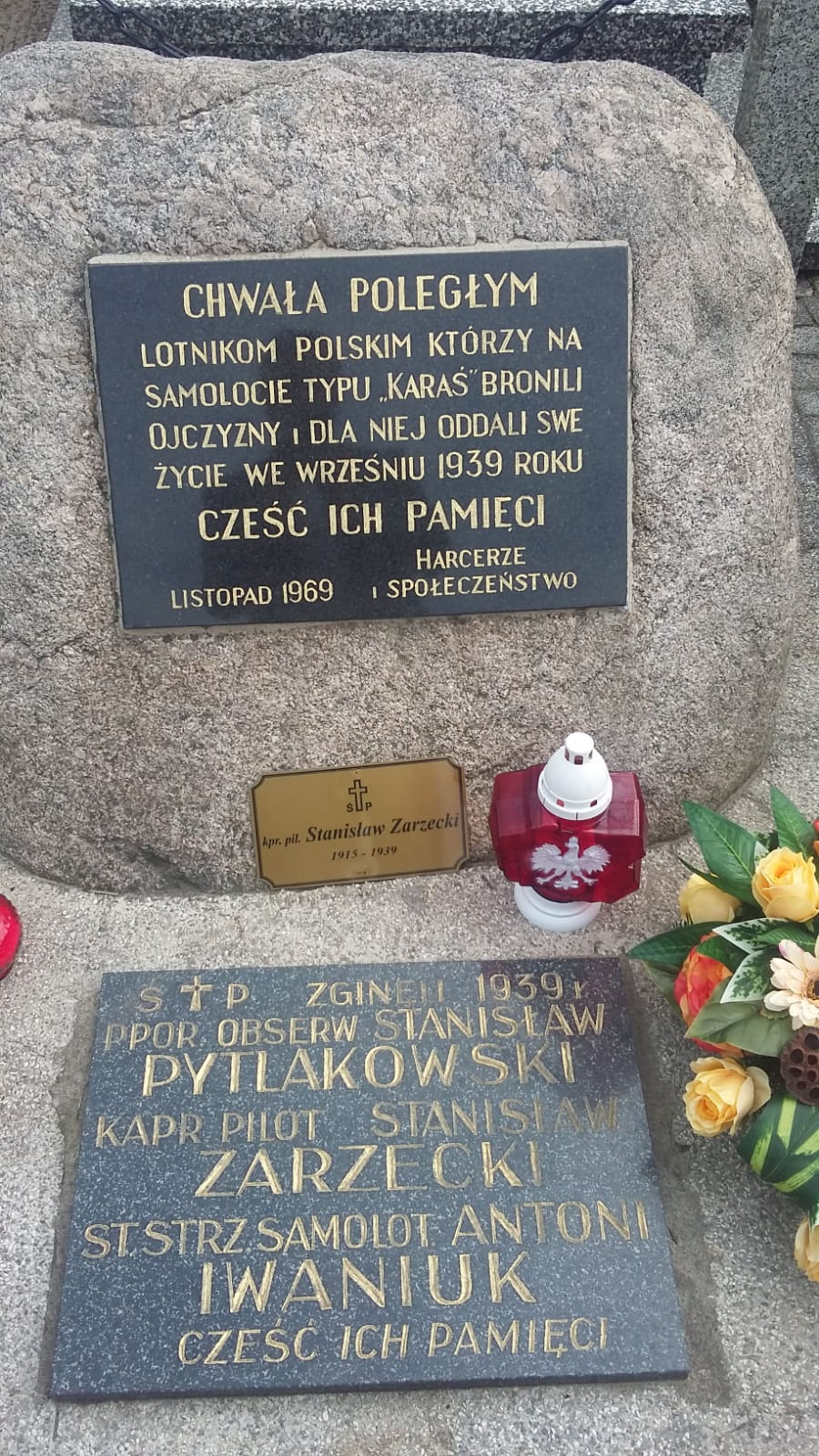
Tablice na grobie poległych lotników

Stanisław Zarzecki (ur. 5 czerwca 1915 w Kumiałce, zm. 7 września 1939 koło Nowych Grabi) – kapral pilot Wojska Polskiego II RP, uczestnik kampanii wrześniowej. Poległ podczas misji bojowej pilotując samolot PZL.23 Karaś. Odznaczony Brązowym Krzyżem Zasługi (1938 rok) i Krzyżem Walecznych (w 1947 roku, pośmiertnie).

## Życiorys
Stanisław Zarzecki urodził się 5 czerwca 1915 roku w Kumiałce koło Janowa. Był synem Antoniego i Zofii z domu Ostapowicz. Ukończył cztery klasy w szkole powszechnej w Rudawce, a następnie trzy klasy w Janowie. Dalej kształcił się w Wilnie, kończąc 3-letnią Państwową Szkołę Rzemieślniczo-Przemysłową. Tam w ramach Przysposobienia Wojskowego Lotniczego na szybowisku w pobliskich Auksztagirach ukończył szkolenie szybowcowe oraz szkolenie wstępne pilotażu samolotów.

### Służba wojskowa w okresie pokoju
Z powodu uczestnictwa w kursie pilotażu został powołany do służby wojskowej w 5. pułku lotniczym dopiero po jego ukończeniu, przybywając do Lidy 2 stycznia 1937 roku. Od 3 stycznia do 10 kwietnia szkolił się w pułkowej Szkole Obsługi Samolotów, a następnie trafił do Eskadry Ćwiczebnej Pilotażu w składzie Eskadry Treningowej 5. PL. Odbył tam na samolotach Potez XXV i PWS-18 drugą, zaawansowaną część szkolenia pilota wojskowego, którą ukończył na przełomie sierpnia i września 1937 roku. 15 września 1937 roku otrzymał awans na stopień starszego szeregowca. Następnie ukończył dwumiesięczny kurs wyższego pilotażu w Lotniczej Szkole Strzelania i Bombardowania w Grudziądzu i został przydzielony do 51. eskadry liniowej, od niedawna wyposażonej w nowe samoloty rozpoznawczo-bombowe PZL.23 Karaś. 19 marca 1938 roku Stanisław Zarzecki został awansowany na stopień kaprala.
5 maja 1938 roku podczas lotu grupowego dwa samoloty PZL.23 Karaś (z kpr. pil. Stanisławem Zarzeckim i kpr. pil. Ferdynandem Micelem w jednym oraz kpr. pil. Marianem Wasiakiem i ppor. obs. Hieronimem Kulbackim w drugim) zderzyły się końcówkami skrzydeł. Pomimo doznanych uszkodzeń obie załogi doprowadziły samoloty na lotnisko, ratując siebie i cenne maszyny, za co wszyscy czterej lotnicy otrzymali decyzją premiera Felicjana Sławoja Składkowskiego z 8 lipca 1938 roku Brązowe Krzyże Zasługi. 20 listopada 1938 roku kpr. Zarzecki został przeniesiony do 55. Eskadry Liniowej 5. PL.

### Mobilizacja i kampania wrześniowa
W ramach ogłoszonej w dniu 23 sierpnia 1939 roku mobilizacji 55. eskadra liniowa została przemianowana na 55. samodzielną eskadrę bombową, która weszła w skład Brygady Bombowej. Początkowo lotnicy stacjonowali w trybie alarmowym na macierzystym lotnisku w Lidzie, by 31 sierpnia między godz. 11.00 a 14.00 przelecieć na lotnisko polowe w Maryninie, położone 3 km na południowy wschód od Radzynia Podlaskiego. Rzut kołowy eskadry przybył na lotnisko już po wybuchu działań wojennych, 1 września o godz. 5.00.
W ciągu pierwszych dwóch dni wojny 55 samodzielna eskadra bombowa nie uczestniczyła w walce ze względu na brak rozkazów. Dopiero rankiem 3 września ze sztabu Brygady Bombowej nadszedł rozkaz nakazujący rozpoznanie, a następnie zbombardowanie wielkiej niemieckiej jednostki pancernej znajdującej się w okolicach Radomska i Częstochowy. Załoga „Karasia” w składzie: ppor. obs. Stanisław Pytlakowski, kpr. pil. Stanisław Zarzecki i szer. strz. Antoni Iwaniuk wystartowała jako część trzeciego, ostatniego wysłanego tego dnia trójsamolotowego klucza z 55. SEB, skutecznie bombardując kolumnę pancerną wroga poruszającą się szosą na południe od Radomska i powracając bezpiecznie na lotnisko.
Drugi lot bojowy „Karasia” pilotowanego przez S. Zarzeckiego odbył się 7 września, po otrzymaniu po południu rozkazu rozpoznania nieprzyjaciela na obszarze między Łodzią a Częstochową i przekazaniu zdobytych informacji zrzucając meldunek ciężarkowy w Warszawie, a następnie kontynuacji misji rozpoznawczej na froncie północnym. Załoga samolotu, który wystartował z Marynina między godz. 14.00 a 15.00, pierwszą część zadania wykonała pomyślnie, zrzucając meldunek przed gmachem Ministerstwa Spraw Wojskowych przy ulicy 6 Sierpnia w Warszawie (meldunek ten trafił w ręce dowódcy Brygady Bombowej, płk Władysława Hellera). Podczas wykonywania drugiej części zadania PZL.23 został zestrzelony przez myśliwce Messerschmitt Bf 109 nad miejscowością Nowe Grabie, a jego cała załoga poległa. Według relacji świadków zdarzenia żaden z lotników nie usiłował uratować się skokiem ze spadochronem z płonącego samolotu, więc prawdopodobnie załoga poległa w wyniku ataku niemieckiego myśliwca lub była ciężko ranna.
W 1947 roku rozkazem Naczelnego Wodza PSZ na Zachodzie kpr. pil. Stanisław Zarzecki został odznaczony pośmiertnie Krzyżem Walecznych (Dziennik Personalny Ministerstwa Obrony Narodowej nr 5/47 z dnia 31 października 1947 roku).

## Upamiętnienie
Polegli lotnicy zostali pochowani początkowo w anonimowej mogile ok. 100 metrów od miejsca katastrofy. Pomiędzy 1939 a 1941 rokiem szczątki załogi zostały przeniesione na cmentarz parafialny w Poświętnem. Na grobie postawiono krzyż opatrzony tabliczką z napisem: „Tu spoczywają lotnicy, którzy zginęli walcząc w obronie polskiej ziemi”. W latach 60. dzięki zaangażowaniu Czesława Adamiuka, nauczyciela i drużynowego ówczesnej 57. drużyny ZHP im. Janka Krasickiego w Poświętnem, zainicjowano akcję „Płyta”, która miała na celu odnowienie grobu oraz próbę ustalenia personaliów pochowanych tam lotników. W listopadzie 1969 roku na grobie lotników stanął ważący 2,5 tony kamień ufundowany przez komitet budowy pomnika. W momencie odsłonięcia pomnika nadal nie była znana tożsamość poległych (którą ustalono dopiero w 1977 roku dzięki działaniom historyka lotnictwa Adama Popiela), więc na tablicy umieszczono napis: „Chwała poległym lotnikom polskim, którzy na samolocie typu «Karaś» bronili Ojczyzny i dla niej oddali swe życie we wrześniu 1939 roku. Harcerze i społeczeństwo”. Po ustaleniu personaliów poległych Bolesław Kowalski, kamieniarz z Kobyłki, wykonał nową tablicę z nazwiskami lotników i odnowił ich grób. Przy mogile poległych żołnierzy z września 1939 roku corocznie odbywały się uroczystości patriotyczne, gromadzące młodzież szkolną i okolicznych mieszkańców.
W kwietniu 2014 roku członkowie Stowarzyszenia „Wizna 1939” pod kierownictwem prezesa Dariusza Szymanowskiego podjęli prace mające na celu zlokalizowanie miejsca katastrofy „Karasia” i odnalezienia części samolotu zalegających w ziemi. Po odkryciu szczątków maszyny do wznowionych 25 maja poszukiwań zaproszono również ekipę telewizyjną programu „Było, nie minęło” z red. Adamem Sikorskim, młodzież z wołomińskiego oddziału Związku Strzeleckiego oraz miejscowych wolontariuszy i pasjonatów historii.
7 lipca 2014 roku na miejscu katastrofy samolotu badacze odnaleźli na głębokości około 1 metra skrzynię, w której złożone były zawinięte w spadochron szczątki ludzkie. Podczas przeprowadzonej ekshumacji odnaleziono strzępy munduru, fragmenty pilotki i krawata, nadpalone guziki oraz medalik z wizerunkiem Matki Boskiej Częstochowskiej, co wskazywało na pochówek jednego z członków załogi „Karasia”. Tymczasem na cmentarzu parafialnym w Poświętnem istniał przecież grób trójki lotników poległych w katastrofie samolotu we wrześniu 1939 roku. W celu wyjaśnienia tajemnicy katastrofy przeprowadzono wywiady z najstarszymi mieszkańcami okolicznych miejscowości, z których udało się uzyskać informacje, że podczas wojny na cmentarzu w Poświętnem pochowano jedynie dwóch lotników. Ostatecznie tożsamość odkrytych szczątków ludzkich została określona dzięki odnalezieniu naramiennika z odciśniętymi śladami dwóch belek, co jednoznacznie wskazywało na pilota zestrzelonego samolotu, Stanisława Zarzeckiego, który jako jedyny z załogi posiadał stopień kaprala.

### Powtórny pochówek
Dzięki wsparciu służb wojewody mazowieckiego ceremonia pogrzebowa odbyła się 21 września 2014 roku. Uroczystość rozpoczęła się w południe mszą w intencji załogi odprawioną w Katedrze polowej Wojska Polskiego w Warszawie, a następnie o godz. 15.00 na cmentarzu w Poświętnem dokonano powtórnego pochówku szczątków kpr. pil. Stanisława Zarzeckiego, złożonych do wspólnego grobu całej załogi „Karasia” . Uroczystość zgromadziła kilkaset osób, w tym członków rodziny poległego pilota, przedstawicieli Wojska Polskiego, Urzędu do Spraw Kombatantów i Osób Represjonowanych, Instytutu Pamięci Narodowej, władz samorządowych, członków grup rekonstrukcyjnych, kombatantów, szkół i organizacji społecznych . W pogrzebie wziął również udział przedstawiciel Wojewody Podlaskiego, przedstawiciele 23. Bazy Lotnictwa Taktycznego z Mińska Mazowieckiego, członkowie Stowarzyszenia „Wizna 1939” oraz realizatorzy programu „Było, nie minęło” . Szczątki pilota pochowano z honorami, przy udziale pocztów sztandarowych i salwie Kompanii Honorowej Wojska Polskiego, po czym nad cmentarzem przeleciał samolot .
Cyklicznie w maju na cmentarzu w Poświętnem odbywają się uroczystości upamiętniające poległych lotników (m.in. 14 maja 2017 roku i 13 maja 2018 roku)  . W 2019 roku ceremonia miała miejsce 12 maja, a składała się na nią msza polowa, przemówienia okolicznościowe, Apel Poległych i złożenie wieńców przy mogile lotników . Dodatkową atrakcją były pokazy lotnicze w wykonaniu m.in. Formacji AT3, samolotów Extra 300 i Piper Cub, wiatrakowca i motolotni .